# Tüskés bolharák
A tüskés bolharák (Gammarus roeseli) a felsőbbrendű rákok (Malacostraca) osztályának felemáslábú rákok (Amphipoda) rendjébe, ezen belül a Gammaridae családjába tartozó faj.

## Előfordulása
A tüskés bolharák Európa szerte mindenütt gyakori. A Benelux államoktól kezdve, Törökország európai részéig, számos édesvízben megtalálható. A Balkán északi részén, a Dunába is bekerült. E folyam mellékfolyóinak köszönhetően Lengyelországba is betelepült, azonban ott nem tekinthető inváziós fajnak.

## Megjelenése
A tüskés bolharák nagysága körülbelül megegyezik a pataki bolharákéval (Gammarus pulex). Ettől a potroh felül erősen élbe futó szelvényei alapján könnyen megkülönböztethető. Ezek az élek hátrafelé jelentékeny, hegyes tüskévé hosszabbodnak. Az állat barnás vagy fehéres színű, a potroh két oldalán vörös keresztcsíkokkal.

## Életmódja
A tüskés bolharák álló- és folyóvizek, leggyakrabban folyók és szélesebb patakok lakója. Mesterséges tavakban és halastavakban is megtalálható. A vízszennyeződésre kevéssé érzékeny.
Az elülső 3 pár jól fejlett, sűrű sertéjű potrohláb, az úgynevezett evezőlábak csapkodásával úszik. A vízfenéktől való elrugaszkodáskor az ívben hajló potroh lökésszerűen kiegyenesedik.